# 尼崎市立塚口小学校
尼崎市立塚口小学校（あまがさきしりつ つかぐちしょうがっこう）は、兵庫県尼崎市塚口町4丁目にある公立小学校。2024年（令和6年）5月1日現在の児童数は677名である。

## 沿革
- 1934年（昭和9年）2月11日 - 川辺郡立花第二尋常小学校創立。
- 1941年（昭和16年）4月1日 - 国民学校令公布により、立花第二国民学校と改称。
- 1942年（昭和17年）2月11日 - 立花村の尼崎市への合併により尼崎市立塚口国民学校と改称。
- 1947年（昭和22年）4月1日 - 学校教育法施行により、尼崎市立塚口小学校と改称。
- 1948年（昭和23年）4月 - 保護者会を解消し、育友会結成。
- 1954年（昭和29年）2月11日 - 創立20周年記念行事開催。
- 1956年（昭和31年）9月8日 - プール竣工。
- 1961年（昭和36年）3月16日 - 校歌制定。
- 1962年（昭和37年）9月8日 - 西鉄筋校舎6教室竣工。
- 1964年（昭和39年）3月30日 - 北鉄筋校舎（特別教室3）竣工。
- 1965年（昭和40年）5月31日 - 西鉄筋校舎5教室及び用務員室・宿直室竣工。
- 1966年（昭和41年）
  - 3月16日 - 講堂兼体育館竣工。
  - 3月31日 - 北鉄筋校舎4教室及び理科特別教室竣工。
- 1967年（昭和42年）
  - 3月31日 - 北鉄筋校舎3教室及び西鉄筋校舎便所（1・2階）竣工。
  - 4月1日 - 児童激増に伴い、校区を分離し、尼崎北小学校新設。
- 1968年（昭和43年）
  - 3月31日 - 北鉄筋校舎15教室竣工。
  - 4月10日 - 高学年における教科担任制を実施。
- 1969年（昭和44年）
  - 3月31日 - 西鉄筋校舎8教室及び教室調理室、並びに北鉄筋校舎3教室と便所竣工。
  - 6月25日 - 創立35周年記念行事開催し、この日（6月25日）を創立記念日と改称する。
- 1971年（昭和46年）3月31日 - 東鉄筋校舎4教室及び家庭科室竣工。
- 1978年（昭和53年）3月31日 - 東鉄筋校舎3教室竣工。
- 1980年（昭和55年）12月27日 - 図書室竣工。
- 1981年（昭和56年）6月4日 - 校旗制定。
- 1984年（昭和59年）6月24日 - 創立50周年記念式典挙行し、「あゆみの鐘」序幕式挙行。
- 1985年（昭和60年）2月10日 - 創立50周年記念資料室開設。
- 1981年（昭和61年）
  - 3月13日 - 社会科資料庫開設。
  - 6月19日 - 新プール竣工し、プール開き。
- 1987年（昭和62年）9月1日 - 多目的教室竣工。
- 1988年（昭和63年）
  - 3月31日 - クラブハウス竣工。
  - 8月24日 - 運動場排水工事竣工。
- 1989年（平成元年）
  - 12月 - 北校舎南花壇竣工。
  - 12月30日 - フェンス化と東門改修の両工事竣工。
- 1990年（平成2年）
  - 6月1日 - 第2理科室と同和指導室が竣工。
  - 10月1日 - 体育館渡り廊下竣工。
- 1991年（平成3年）
  - 8月17日 - 各個式テレビ設置。
  - 11月15日 - 生活科室と東校舎水洗便所竣工。
- 1992年（平成4年）10月2日 - 体育館改修竣工。
- 1993年（平成5年）9月21日 - 特別活動室竣工。
- 1996年（平成8年）
  - 8月31日 - 飼育小屋竣工。
  - 9月30日 - コンピューター室竣工。
- 1998年（平成10年）8月1日 - 給食室改修竣工。
- 1999年（平成11年）
  - 9月1日 - 北校舎前玄関スロープ竣工。北校舎階段手摺り完成。給食室シャッター設置。
  - 9月13日 - 西校舎屋上防水工事完成（第1期）。
  - 10月23日 - 家庭科室改修工事完成。
- 2000年（平成12年）
  - 4月1日 - 障害児学級設置。
  - 5月12日 - 西校舎屋上防水工事（第2期）。
  - 8月25日 - 給食室食器棚改修。
- 2001年（平成13年）
  - 9月28日 - 障害児学級室改修工事施工。
  - 12月1日 - 学習用コンピュータ更新整備。
- 2002年（平成14年）
  - 3月20日 - 校舎外壁改修とプール循環装置設置等の両工事施工。
  - 11月3日 - 北校舎外壁改修工事施工。
- 2004年（平成16年）2月13日 - 西校舎屋上防水工事。
- 2005年（平成17年）9月30日 - 障害児学級室（2）改修工事施工。
- 2006年（平成18年）4月1日 - 計算科導入。
- 2007年（平成19年）
  - 3月14日 - 西校舎3階1教室整備。
  - 3月21日 - 東校舎渡り廊下防水工事実施。
  - 9月5日 - 西校舎3階3教室整備。
- 2008年（平成20年）10月11日 - 北校舎1階2教室と2階3教室を整備。
- 2009年（平成21年）9月29日 - 特別支援学級室（3）改修工事施工。
- 2010年（平成22年）11月29日 - 西校舎北棟耐震補強工事施工。
- 2011年（平成23年）9月10日 - 給食室設備工事施工。
- 2012年（平成24年）10月9日 - 西南棟改築等工事施工。
- 2015年（平成27年）3月31日 - 耐震工事完了。
- 2023年（令和5年）4月1日 -	学校運営協議会（コミュニティスクール）設置。

## 通学区域と進学先中学校
出典

### 通学区域
- 塚口本町1丁目（全域）
- 塚口本町2丁目（全域）
- 塚口本町3丁目（全域）
- 塚口本町4丁目（1～7番・8番(1～30号・44～73号)）
- 塚口本町5丁目（1～3番(旧南清水片山を除く)・4番(1～13号・44号)）
- 塚口本町6丁目（全域）
- 塚口本町7丁目（1番(1～7号)・2番(1～17号・37～42号)・10～22番
- 塚口本町8丁目（旧塚口明神、長溝、土手）
- 塚口町1丁目（全域）
- 塚口町2丁目（全域）
- 塚口町3丁目（全域）
- 塚口町4丁目（全域）

### 進学先中学校
市立中学校に進学する場合
- 尼崎市立塚口中学校

## アクセス
- 伊丹市営バス「37」・「40」の各系統で、「塚口小学校前」停留所より、東門まで、
  - のりば1（阪急伊丹経由JR伊丹行(37系統)、三師団・交通局前行(40系統)）から、徒歩約80m・約1分。
  - のりば2（塚口行）から、徒歩約90m・約1分。

## 出身者
- 伊藤満洲雄 - 実業家、伊藤博文の孫
- 南野陽子 - 女優（途中で転校）